# Kalispell
Kalispell es una ciudad ubicada a orillas del río Flathead, en el condado de Flathead, del cual es sede, en el estado estadounidense de Montana. En el Censo de 2010 tenía una población de 19.927 habitantes y una densidad poblacional de 656,42 personas por km². Se encuentra en la Reserva india de los Flathead. Kalispell es la mayor ciudad comercial del noroeste de Montana y la ciudad más cercana al parque nacional de los Glaciares.

## Historia
Charles Edward Conrad, un hombre de negocios y banquero de Fort Benton, formó Kalispell Townsite Company con otros tres hombres. La urbanización se planificó rápidamente y los lotes comenzaron a venderse en la primavera de 1891. Conrad construyó una gran mansión en Kalispell en 1895. Kalispell se incorporó oficialmente como ciudad en 1892. Desde ese momento, la ciudad de Kalispell ha seguido creciendo en población alcanzando 19 927 habitantes en 2010. Como la ciudad más grande del noroeste de Montana, Kalispell es la sede del condado y el centro comercial del condado de Flathead. La ciudad se considera un centro comercial secundario con un área comercial de aproximadamente 130.000. La ciudad también alberga el Kalispell Regional Medical Center, que cuenta con una instalación de 150 camas.

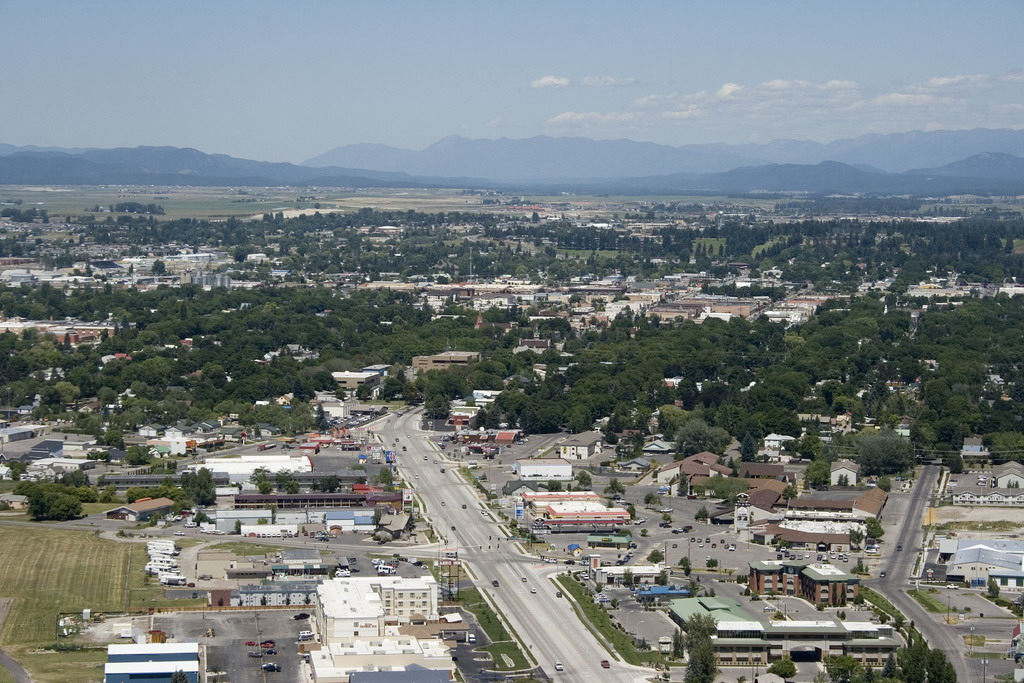
Kalispell.

## Geografía

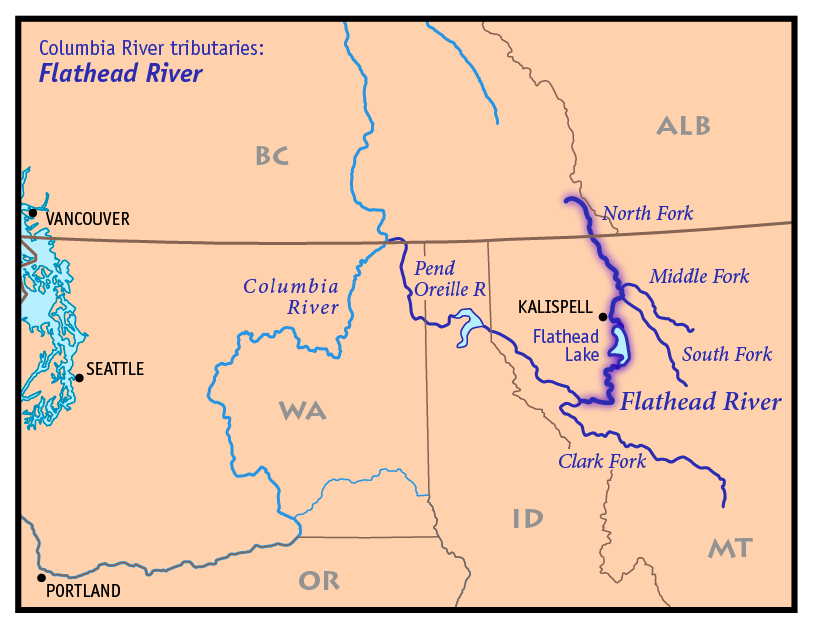
Kalispell en un mapa del río Flathead

Según la Oficina del Censo de los Estados Unidos, Kalispell tiene una superficie total de 30.36 km², de la cual 30.13 km² corresponden a tierra firme y (0.73%) 0.22 km² es agua.

## Demografía
Según el censo de 2010, había 19927 personas residiendo en Kalispell. La densidad de población era de 656,42 hab./km². De los 19927 habitantes, Kalispell estaba compuesto por el 94.22% blancos, el 0.25% eran afroamericanos, el 1.29% eran amerindios, el 0.96% eran asiáticos, el 0.07% eran isleños del Pacífico, el 0.61% eran de otras razas y el 2.61% pertenecían a dos o más razas. Del total de la población el 2.85% eran hispanos o latinos de cualquier raza.

## Sitios de interés
Ubicado en el valle Flathead, Kalispell está a 50 km del parque nacional Glacier y 35 km de la presa Hungry Horse. Los esquiadores tienen acceso a Whitefish Mountain Resort en Big Mountain y Blacktail Mountain Ski Area cada 27 km distancia. Flathead Lake está a 11 km distancia. Buffalo Hill Golf Club, diseñado por Robert Muir Graves, satisface las necesidades de los golfistas.

## Personajes célebres
- Brad Bird, director de animación, guionista y realizador.
- Michelle Williams, actriz.
- Margaret Qualley, actriz.